# Wilhelm Loh KG Optikmaschinenfabrik
Die Wilhelm Loh KG Optikmaschinenfabrik war ein Hersteller und Lieferant optischer Instrumente mit Sitz in Wetzlar. Das Unternehmen wurde 1922 gegründet und ging 2005 in der Satisloh GmbH auf.
Wilhelm Loh (* 30. Dezember 1898 in Reiskirchen; † 21. Februar 1971) gründete 1922 am Wetzlarer Liebfrauenberg eine optisch-mechanische Werkstatt als Hersteller und Lieferant optischer Instrumente. Im Laufe der Jahre wuchs das Unternehmen, sodass ein Umzug erforderlich wurde. In den 1950er Jahren zog man in die Friedenstraße 26 um. Hier fanden alle Abteilungen ausreichend Platz um den Optikmaschinenbau voranzutreiben. Das Gelände war groß genug, auch für zukünftige Erweiterungen. Anfang der 60er Jahre hat Ernst Loh, nach abgeschlossenem Maschinenbau-Studium, die Firma vom Vater übernommen und beträchtlich ausgebaut. Das Unternehmen stieg zum Weltmarktführer auf als Wilhelm Loh KG Optikmaschinenfabrik Wetzlar.
Nach Gründung einer Tochtergesellschaft in der Schweiz firmierte man unter Loh Optikmaschinen AG, Wetzlar. Man entwickelte, fertigte und vertrieb weltweit Maschinen zur Herstellung von Brillengläsern und feinoptischen Linsen, sowie Hilfs- und Betriebsstoffe. Der Hauptproduktionsstandort der Loh Optikmaschinen AG liegt in Wetzlar, die Holding und ein zweiter Produktionsstandort befinden sich in der Schweiz. Tochtergesellschaften führt die Loh Optikmaschinen AG in den USA, Hong Kong, Indien, Frankreich und Spanien. Mit 270 Mitarbeitern in Wetzlar erzielte das 1922 gegründete Unternehmen im Jahr 2002 einen Umsatz von 47 Mio. Euro. Das Unternehmen gliedert sich in drei Geschäftsbereiche:
Der Geschäftsbereich „Brillenoptik“ stellt CNC-Maschinen, Software und Systemlösungen zur Flächen- und Randbearbeitung von Brillengläsern her, also zum Schleifen und Polieren mit höchster Oberflächengüte. Die Kunden sind namhafte Brillenglasproduzenten und Rezeptschleifereien.
Vom Geschäftsbereich „Feinoptik“ werden unterschiedlichste CNC-Maschinen, Software und Systemlösungen zur Flächen- und Randbearbeitung von sphärischen, asphärischen Linsen und Planoptik-Komponenten hergestellt. Der „Optikservice“ bietet Prozessberatung, Hilfs- und Betriebsstoffe, Ersatzteile und Dienstleistungen rund um die Loh-Produkte an.
Weitere Expansionen machten erneut einen Umzug erforderlich. Aus der Fusion mit der Schweizer Firma Satis entstand die Satisloh GmbH, mit Sitz in Wetzlar. Inzwischen haben sich die Besitzverhältnisse mehrfach geändert, der Namen Satisloh ist geblieben.